# Menyhért Lakatos
Menyhért Lakatos (* 11. April 1926 in Vésztő; † 21. August 2007 in Budapest) war ein ungarischer Schriftsteller aus der Minderheit der Roma. Er selbst verwendete den Begriff cigányok (ungarisch „Zigeuner“).

## Leben
Menyhért Lakatos wuchs in einer ungarischen Roma-Siedlung auf. Seine Familie war seit Mitte des 19. Jahrhunderts sesshaft. Der Hilfe und konsequenten Strenge seiner Mutter verdankte er es, dass er die Grundschule beendete und die ungarische Sprache lernte. Wegen der auch in Ungarn einsetzenden Verfolgung der Roma musste Menyhért Lakatos das Gymnasium verlassen und konnte erst nach 1945 den Schulbesuch fortsetzen. Nach dem Abitur und einem längeren Aufenthalt in Vésztö studierte er an der Technischen Universität
in Budapest. 1961 erwarb er sein Diplom und arbeitete als Ingenieur in einem Betrieb. Seit damals engagierte er sich für eine bessere Ausbildung der Roma. Als eine Ziegelfabrik errichtet wurde, in der Roma arbeiten sollten, versuchte er diesen eine Weiterbildung zu ermöglichen.

## Werk
Bitterer Rauch, sein bekanntestes Werk, zeichnet den Alltag in einer Siedlung der Zigeuner (cigányok) in Nordost-Ungarn, etwa vom Jahr 1940 bis zur deutschen Besetzung des Landes 1944 und dem Abtransport der Menschen in Konzentrationslager; die Armut und die Freuden des Lebens werden aus der Perspektive eines Heranwachsenden betrachtet. Es ist ein Adoleszenzroman, vor allem die sexuelle Initiation wird dargestellt, dazu weitere Erlebnisse; die sich steigernden Demütigungen des guten Schülers durch die Mitschüler in der Kreisstadt führen schließlich dazu, dass der Protagonist die Schule verlässt. Der Roman hat ferner deutliche Elemente eines Räuberromans, da er mit einem Kumpel zeitweise Räubereien begeht. Das Buch hatte seinerzeit in Ungarn einen großen Erfolg und wurde in mehrere Sprachen übersetzt. Der Status der Roma als Minderheit in Ungarn und ihre dauernde Benachteiligung werden deutlich, der Roman zeigt, dass dieses auch heute wirksame Denken weit in die Vergangenheit zurückreicht. Er schildert überwiegend Dinge, die Lakatos selbst als Kind und als Jugendlicher erlebt hat und bietet eine Gesamtschau des Roma-Lebens jener Jahre. Der Roman lässt die Probleme auf beiden Seiten sichtbar werden, der Rom und der Nicht-Rom, welche das Zusammenleben schwierig machen, selbst wenn eine Integration der Roma in die umgebende, fremde Gesellschaft gewünscht wird. Lakatos hält es, bei allem Plädoyer für mehr Anpassung, für wünschenswert, dass diese Minderheit einige ihrer Eigenheiten dauerhaft bewahrt.

## Ehrung
- Die Grundschule (mit anschließendem Gymnasium) Lakatos Menyhért Általános Iskola és Gimnázium in Budapest trägt ihm zu Ehren seinen Namen.

## Werke
- Bitterer Rauch. Roman. Verlag Volk und Welt. Berlin 1978, ISBN 978-3-421-01833-5
- Csandras Karren. Zigeunergeschichten. Volk und Welt, Berlin 1984
- Märchen der langen Nächte. Roma-Märchen. Wieser Verlag, Klagenfurt 2004, ISBN 978-3-85129-453-8